# John Benjamin Stone
Sir (John) Benjamin Stone (* 9. Februar 1838 in Aston Birmingham; † 2. Juli 1914 in Erdington) war ein britischer Industrieller, Politiker und Fotograf.

## Leben
Er wurde als Sohn von Benjamin Stone, dem Eigentümer einer Glasmanufaktur in Aston Manor geboren und ging zur King Edward’s School, Birmingham. Nachdem die Manufaktur in den Besitz von Sir (John) Benjamin Stone junior übergegangen war, wurde sie unter dem Namen Stone, Fawdry and Stone bekannt. Zudem war er Kompagnon der Firma Smith, Stone and Knight, die große Papiermühlen in Birmingham und Umgebung betrieb.
1867 heiratete er Jane Parker, die Tochter von Peter Parker aus Lethersdale in Yorkshire. Sie hatten gemeinsam vier Söhne und zwei Töchter. Nur wenige Tage nach ihm starb seine Frau Jane am 6. Juli 1914.
Stone war ein Geschäftsmann, Philanthrop, Richter, Politiker, Sammler und Fotograf. 1892 wurde Stone, aufgrund der Empfehlung des 3. Marquess of Salisbury als Knight/Ritter in die Gentry erhoben und durfte das Adelsprädikat Sir als Präfix vor dem Vornamen führen.

### Sammler
Sein Interesse galt der Geschichte, der Literatur und der Fotografie. Schon als junger Mann begann er zu sammeln. Sein Interesse an Antiquitäten, den Natur- und Sozialwissenschaften brachte ihn dazu, Fotografien seiner Zeit in den Formaten Carte de visite und Carte cabinet und Stereoskopen zu erwerben.
Stone’s Einkommen verschaffte ihm das Privileg, ausgedehnte Reisen zu unternehmen. Seine Reisenotizen veröffentlichte er unter den Titeln A Summer Holiday in Spain, 1873 und Children in Norway, 1882. Er beschrieb seine Tour durch Japan, schrieb ein Märchen für Kinder und eine historische Abhandlung über die Lichfield Cathedral in Canterbury. Er sammelte Fotografien, um seine eigenen Lehrbücher und Reiseberichte zu illustrieren, und machte es sich aus einem historischen Interesse zur Aufgabe, die durch die Industrialisierung verursachten, radikalen Änderungen zu dokumentieren. Um ein umfangreiches fotografisches Archiv anlegen zu können, gründete er um 1895 die National Photographic Record Association. Mit seiner Art der systematischen Erschließung fotografischer Dokumente war ein Wegbereiter für die Dokumentarfotografie.

### Fotografische Technik und Themen

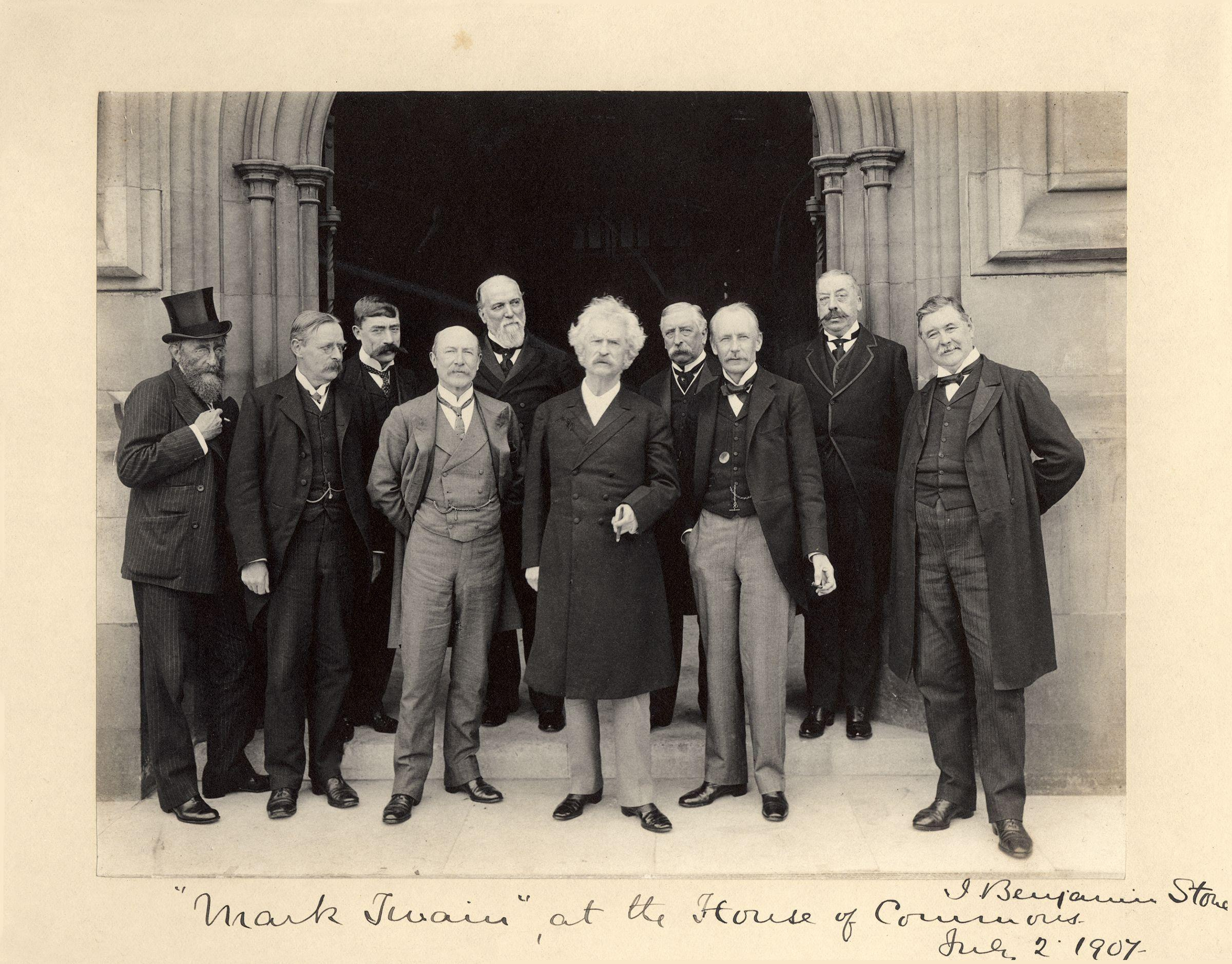
Mark Twain at the House of Commons by Sir (John) Benjamin Stone (2)

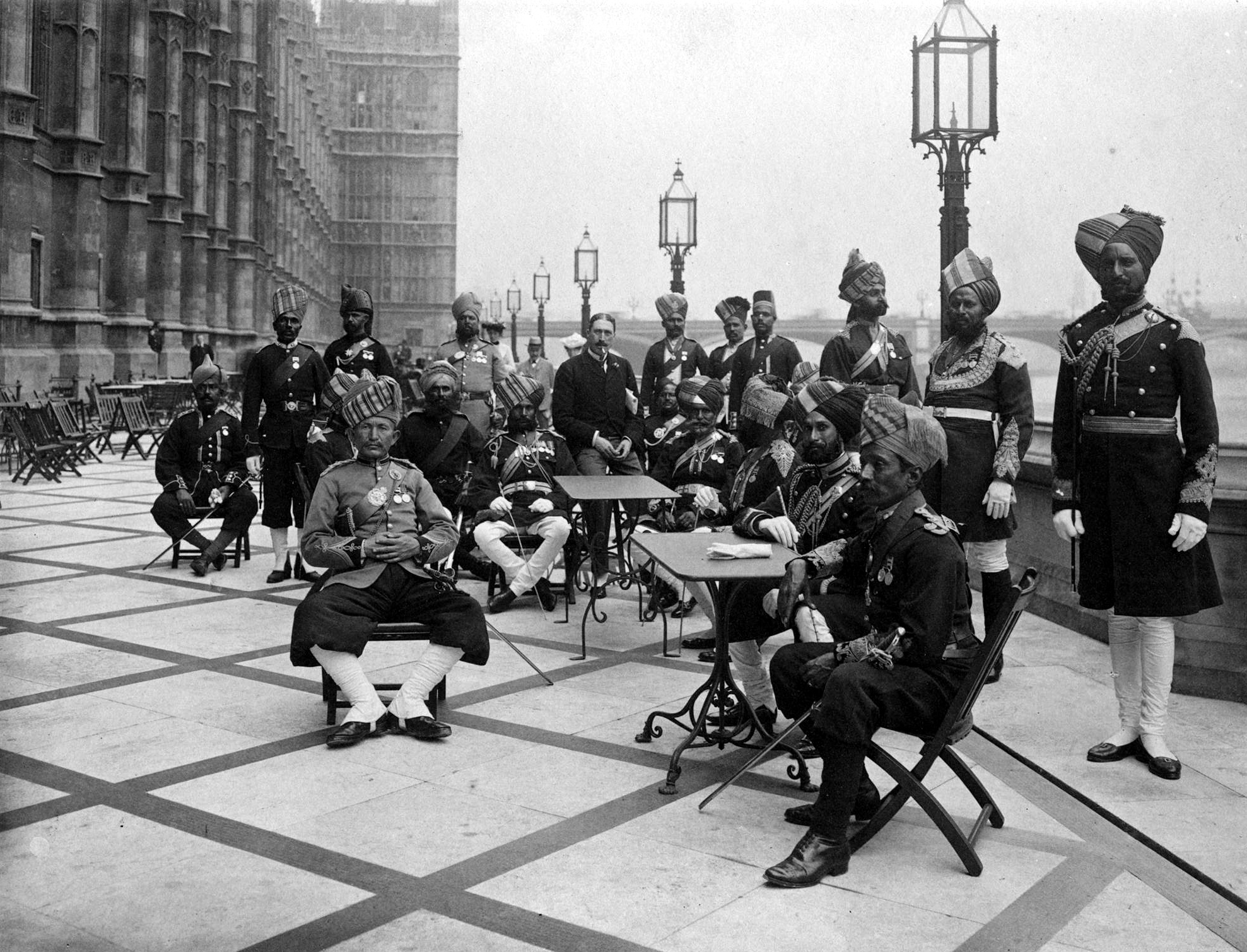
Indian Military Representatives Attending the Coronation of King Edward VII by Sir (John) Benjamin Stone

Um 1888 fing Stone an, selbst zu fotografieren, da ihm die Qualität der käuflich zu erwerbenden Fotografien für seine Zwecke nicht mehr ausreichte.
Da er früh vom üblichen nassen Kollodiumverfahren zum trockenen Gelatineverfahren gewechselt war, konnte er den Vorteil des neuen Verfahrens nutzen, der in der Lagerfähigkeit der Fotoplatten vor Belichtung und Entwicklung bestand. In seinem Haus in Erdington The Grange beschäftigte Stone zwei Fotolaboranten in Vollzeit, die Fotoplatten zu entwickeln und abzudrucken hatten.
Seine rund 22.000 Fotos und 50 Bände mit gesammelten Bildern werden heute in der Birmingham Central Library aufbewahrt und sind im Besitz des British Museums und des Victoria and Albert Museums.
Im Jahre 1891 ging Sir Benjamin mit einer Kodak Nr. 2 (dem Nachfolgemodell der legendären Kodak Nr. 1), einer Handkamera, die mit einem (trockenen Rollfilm mit 8,89 cm Diagonale) ausgestattet war, auf Weltreise. Da zeitgleich George Eastman die sogenannte Schnappschussfotografie mit dem Slogan Du drückst auf den Knopf und wir machen den Rest vertrieb, dauerte es nicht lange, bis Stone den Spitznamen Sir Snapshot hatte. In 1890 unternahm er mit der Royal Astronomical Society eine Reise nach Brasilien, wo er bemerkenswerte Aufnahmen einer Sonnenfinsternis machte. Dort soll er mehrere Rebellen, die gerade ein Posthotel unter Beschuss nehmen wollten, überredet haben, mit ihren Waffen für eine Aufnahme zu posieren. Sir Benjamin war auch in den British West Indies, Südafrika, Syrien, Ägypten und Palästina und in Japan.
Porträts und Gruppenporträts, Straßenszenen, Plätze in und um Westminster herum wählte er als Thema. Historische Gebäude, vor allem Kirchen, Herrenhäuser und parlamentarische oder königliche Festlichkeiten kehren in seinem Werk immer wieder. Als Mitglied des House of Commons hatte er Zutritt zu Orten und Feierlichkeiten, die für Fotografen normalerweise nicht zugänglich waren. Er nahm Windsor Castle und Westminster Abbey auf. Im Houses of Parliament machte er nicht nur Fotos von dem Gebäude, sondern auch von dem Personal, den Mitgliedern und bedeutenden Besuchern. Als offizieller Fotograf für die Krönungen von Eduard VII. im Jahre 1901 und Georg V. 1910 wurde er bestellt. Dies machte ihn schnell als königlichen Fotografen bekannt.

### Ämter und Mitgliedschaften
- Vorstandsvorsitzender der Glass Sellers’ Company
- einer von zwei Ratsherren in Birmingham
- Mitglied des Board of guardians von Aston
- seit 1902 High Steward of Sutton Coldfield
- 1895 bis 1910 war er Mitglied des House of Commons als Vertreter von Ost Birmingham
- Von 1874 bis 1884 war er Präsident der Birmingham Conservative Association
- mit Randolph Churchill, Sir Drummond Wolff, und Colonel Burnaby, gründete Stone die Primrose League.
- Mitglied des Birmingham Bean Club
- Mitglied der Royal Geographical Society
- Mitglied der Geological Society of London
- Mitglied der Linnean Society of London
- Mitglied der Royal Society of Arts
- Mitglied der Royal Astronomical Society
- President der Birmingham Photographic Society
- Gründer der National Photographic Record Association

## Ausstellungen
- 2007: Sir Benjamin Stone’s Parliamentary Pictures National Portrait Gallery, London
- 2007: Festivals, Ceremonies and Customs: Sir Benjamin Stone and the National Photographic Record, Victoria and Albert Museum, London[2]
- 1977: 150 Jahre Fotografie documenta 6, Kassel